# الله رکا
استاد اله‌رکا قریشی (به انگلیسی: Ustad Allarakha Qureshi؛ به دوگری: क़ुरैशी अल्ला रखा ख़ान؛ ۲۹ آوریل ۱۹۱۹ – ۳ فوریهٔ ۲۰۰۰) که با نام الله رکا (انگلیسی: Alla Rakha) یا الله رکا خان شناخته شده است یک آهنگساز و طبلا نواز اهل هند بود.
او به دفعات با سی‌تار نواز مشهور، راوی شانکار همنوازی کرده است. از فیلم‌هایی که وی در آن نقش داشته است می‌توان به فیلم مستند راگا اشاره کرد.